# Bussy (Cher)
Bussy ist eine französische Gemeinde mit 357 Einwohnern (Stand: 1. Januar 2022) im Département Cher in der Region Centre-Val de Loire; sie gehört zum Arrondissement Saint-Amand-Montrond und zum Kanton Dun-sur-Auron. 

## Geografie
Bussy liegt etwa 29 Kilometer südsüdöstlich von Bourges. Umgeben wird Bussy von den Nachbargemeinden Vornay im Norden, Osmery im Nordosten, Lantan im Osten, Chalivoy-Milon im Südosten, Cogny im Süden sowie Dun-sur-Auron im Nordwesten.

## Bevölkerungsentwicklung
| Jahr                      | 1962 | 1968 | 1975 | 1982 | 1990 | 1999 | 2006 | 2013 |
| Einwohner                 | 671  | 606  | 508  | 453  | 436  | 366  | 368  | 368  |
| Quelle: Cassini und INSEE |      |      |      |      |      |      |      |      |

## Sehenswürdigkeiten
- Kirche Saint-Pierre-Saint-Paul, seit 1910 Monument historique
- Schloss Bussy aus dem 15. Jahrhundert, seit 2014 Monument historique

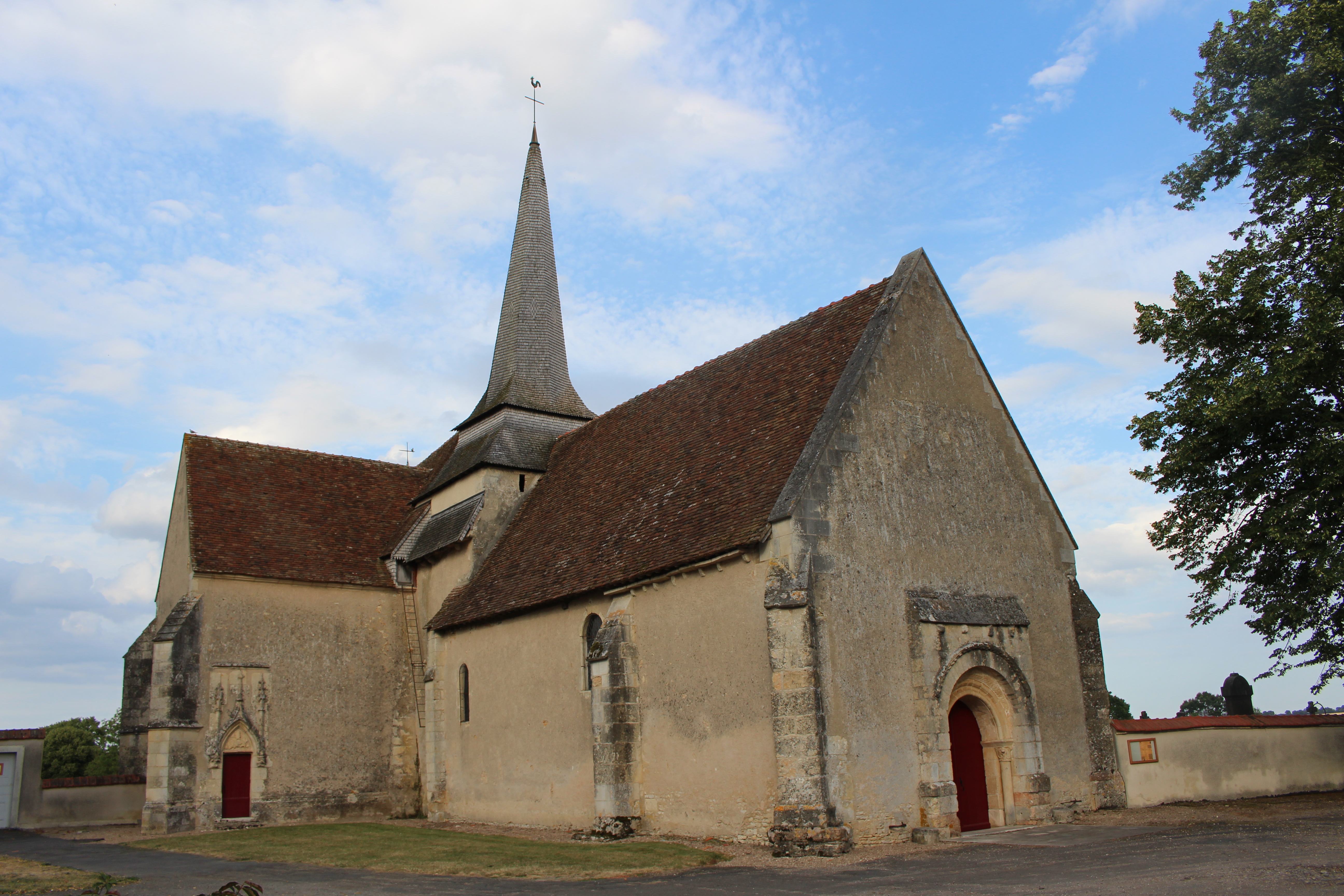
Kirche Saint-Pierre-Saint-Paul
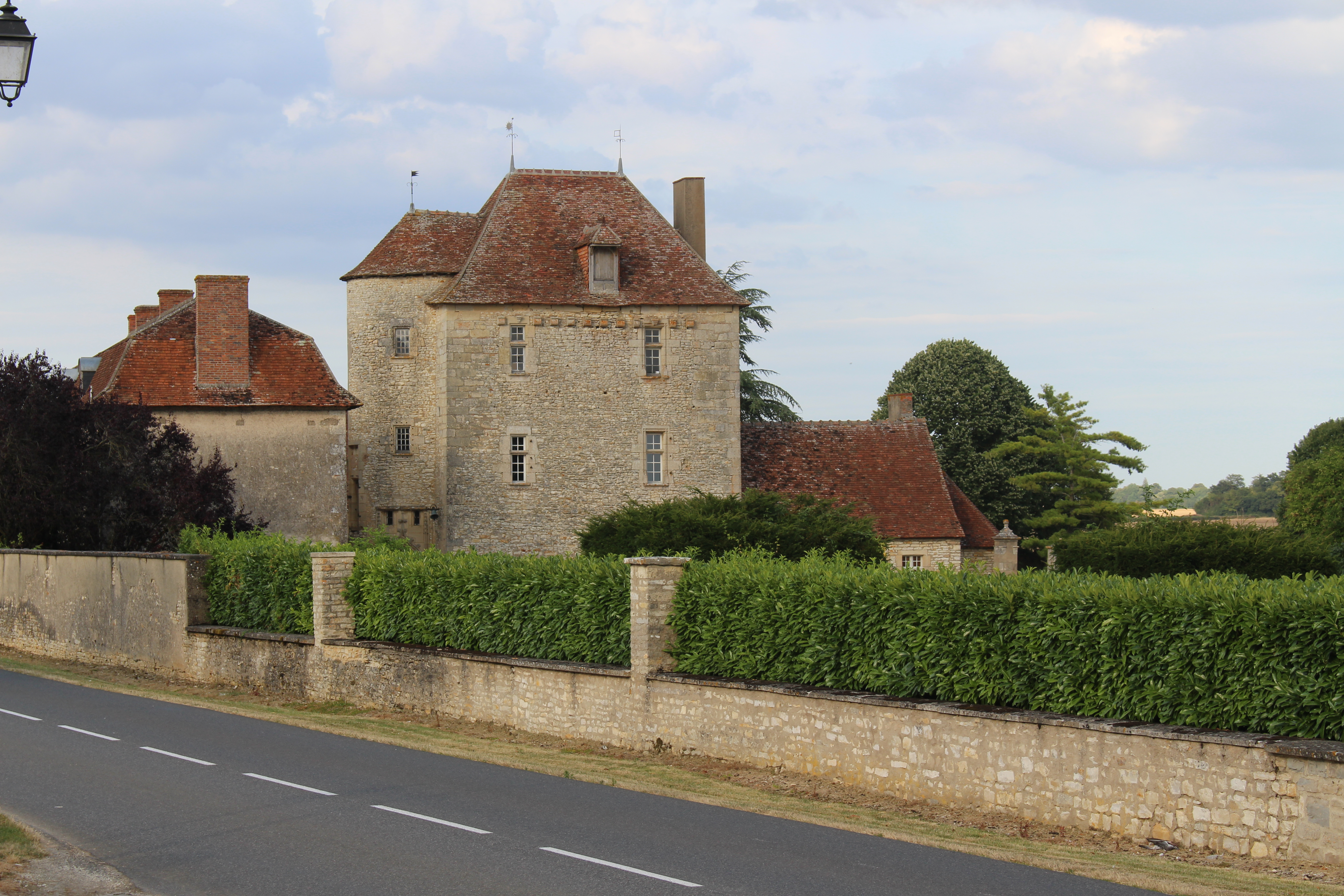
Schloss Bussy